# Arrhenotoides
Arrhenotoides is een kevergeslacht uit de familie van de boktorren (Cerambycidae). De wetenschappelijke naam van het geslacht werd voor het eerst geldig gepubliceerd in 1945 door Breuning.

## Soorten
Arrhenotoides is monotypisch en omvat slechts de volgende soort:
- Arrhenotoides dubouzeti (Montrouzier, 1861)